# Wiesenburg/Mark
Wiesenburg/Mark is een gemeente in de Duitse deelstaat Brandenburg, en maakt deel uit van de Landkreis Potsdam-Mittelmark.
Wiesenburg/Mark telt 4.242 inwoners.

## Demografie
- Ontwikkeling van de bevolking sinds 1875 binnen de huidige grenzen (blauwe lijn: Bevolking; stippellijn: Vergelijking van de ontwikkeling van de bevolking van de deelstaat Brandenburg, Grijze achtergrond: tijdens de nazi-regering, Rode achtergrond: tijdens de communistische regering)
- Recente ontwikkeling van de bevolking (blauwe lijn) en prognoses

| Jaar | Inwoners |
| ---- | -------- |
| 1875 | 5 868    |
| 1890 | 6 026    |
| 1910 | 6 084    |
| 1925 | 5 915    |
| 1939 | 5 845    |
| 1950 | 8 519    |
| 1964 | 7 146    |

| Jaar | Inwoners |
| ---- | -------- |
| 1971 | 6 691    |
| 1981 | 6 190    |
| 1985 | 6 071    |
| 1990 | 5 685    |
| 1995 | 5 594    |
| 2000 | 5 435    |
| 2005 | 5 181    |

| Jaar | Inwoners |
| ---- | -------- |
| 2010 | 4 708    |
| 2015 | 4 420    |
| 2016 | 4 302    |
| 2017 | 4 271    |
| 2018 | 4 295    |
| 2019 | 4 247    |
| 2020 | 4 242    |

Gegevensbronnen worden beschreven in de Wikimedia Commons..
Bad Belzig ·
Beelitz ·
Beetzsee ·
Beetzseeheide ·
Bensdorf ·
Borkheide ·
Borkwalde ·
Brück ·
Buckautal ·
Golzow ·
Görzke ·
Gräben ·
Groß Kreutz (Havel) ·
Havelsee ·
Kleinmachnow ·
Kloster Lehnin ·
Linthe ·
Michendorf ·
Mühlenfließ ·
Niemegk ·
Nuthetal ·
Päwesin ·
Planebruch ·
Planetal ·
Rabenstein/Fläming ·
Rosenau ·
Roskow ·
Schwielowsee ·
Seddiner See ·
Stahnsdorf ·
Teltow ·
Treuenbrietzen ·
Wenzlow ·
Werder (Havel) ·
Wiesenburg/Mark ·
Wollin ·
Wusterwitz ·
Ziesar